# Xenillus pulvillus
Xenillus pulvillus är en kvalsterart som beskrevs av Pérez-Íñigo och Peña 1996. Xenillus pulvillus ingår i släktet Xenillus och familjen Xenillidae. Inga underarter finns listade i Catalogue of Life.